# Јацек Горалски
Јацек Горалски (пољ. Jacek Góralski; Бидгошч, 21. септембар 1992) пољски је професионални фудбалер који наступа на позицији дефанзивног везног за казахстански Каират и селекцију Пољске.

## Клупска каријера
Горалски је каријеру отпочео у Завиши из Бидгошча. Затим је прешао 2011. године у Викторију Короново. После још две епизоде у Пољској, Горалски је прешао у бугарског првака Лудогорец Разград 2017, потписавши трогодишњи уговор.
Дана 19. јануара 2020. године, Горалски је напустио Европу прешавши у Каират.

## Репрезентативна каријера
Новембра 2016, Горалски је први пут позван да заигра за сениорски тим Пољске на мечеве против Румуније и Словеније.
Горалски је био део финалног тима од 23 играча који су се такмичили на Светском првенству 2018. у Русији. Горалски је одиграо двеју утакмица на турниру, против Кулумбије (пораз од 0 : 3) и Јапана (победа од 1 : 0).

## Статистика каријере

### Клуб
Ажурирано 11. новембра 2019.
| Клуб                 | Сезона    | Ранг лиге          | Лига    | Лига   | Куп     | Куп    | Европа  | Европа | Суперкуп | Суперкуп | Укупно  | Укупно |
| Клуб                 | Сезона    | Ранг лиге          | Наступи | Голови | Наступи | Голови | Наступи | Голови | Наступи  | Голови   | Наступи | Голови |
| -------------------- | --------- | ------------------ | ------- | ------ | ------- | ------ | ------- | ------ | -------- | -------- | ------- | ------ |
| Викторија Короново   | 2010/11.  | Трећа лига Пољске  | 13      | 0      | –       | –      | –       | –      | –        | –        | 13      | 0      |
| Висла Плоцк          | 2011/12.  | Прва лига Пољске   | 12      | 0      | 0       | 0      | –       | –      | –        | –        | 12      | 0      |
| Висла Плоцк          | 2012/13.  | Друга лига Пољске  | 32      | 1      | 2       | 0      | –       | –      | –        | –        | 34      | 1      |
| Висла Плоцк          | 2013/14.  | Прва лига Пољске   | 32      | 0      | 0       | 0      | –       | –      | –        | –        | 32      | 0      |
| Висла Плоцк          | 2014/15.  | Прва лига Пољске   | 31      | 4      | 1       | 0      | –       | –      | –        | –        | 32      | 4      |
| Висла Плоцк          | Укупно    | Укупно             | 107     | 5      | 3       | 0      | –       | –      | –        | –        | 110     | 5      |
| Јагелонија Бјалисток | 2015/16.  | Екстракласа        | 28      | 0      | 2       | 0      | 0       | 0      | 0        | 0        | 30      | 0      |
| Јагелонија Бјалисток | 2016/17.  | Екстракласа        | 29      | 3      | 2       | 0      | 0       | 0      | 0        | 0        | 31      | 3      |
| Јагелонија Бјалисток | 2017/18.  | Екстракласа        | 0       | 0      | 0       | 0      | 3       | 0      | 0        | 0        | 3       | 0      |
| Јагелонија Бјалисток | Укупно    | Укупно             | 57      | 3      | 4       | 0      | 3       | 0      | 0        | 0        | 64      | 3      |
| Лудогорец Разград    | 2017/18.  | Прва лига Бугарске | 24      | 0      | 3       | 0      | 7       | 0      | 0        | 0        | 34      | 0      |
| Лудогорец Разград    | 2018/19.  | Прва лига Бугарске | 26      | 0      | 1       | 0      | 10      | 0      | 0        | 0        | 37      | 0      |
| Лудогорец Разград    | 2019/20.  | Прва лига Бугарске | 11      | 0      | 1       | 0      | 9       | 0      | 1        | 0        | 22      | 0      |
| Лудогорец Разград    | Укупно    | Укупно             | 61      | 0      | 5       | 0      | 26      | 0      | 1        | 0        | 93      | 0      |
| Свеукупно            | Свеукупно | Свеукупно          | 238     | 8      | 12      | 0      | 29      | 0      | 1        | 0        | 279     | 8      |

### Репрезентација
Ажурирано 19. новембра 2019.
| Пољска | Пољска  | Пољска |
| Година | Наступи | Голови |
| ------ | ------- | ------ |
| 2016.  | 1       | 0      |
| 2017.  | 1       | 0      |
| 2018.  | 7       | 0      |
| 2019.  | 4       | 1      |
| Укупно | 13      | 1      |

#### Голови за репрезентацију
Голови Пољске су наведени на првом месту. Колона „Гол” означава резултат на утакмици након Горалског гола.
| Број | Датум              | Стадион                             | Противник | Гол   | Резултат | Такмичење                                 |
| ---- | ------------------ | ----------------------------------- | --------- | ----- | -------- | ----------------------------------------- |
| 1.   | 19. новембар 2019. | Национални стадион, Варшава, Пољска | Словенија | 3 : 2 | 3 : 2    | Квалификације за Европско првенство 2020. |

## Успеси

### Клуб
Лудогорец
- Прва лига Бугарске (2): 2017/18, 2018/19.
- Суперкуп Бугарске (2): 2018, 2019.